# Scone-Mountain-Nationalpark
Der Scone-Mountain-Nationalpark ist ein Nationalpark im Osten des australischen Bundesstaates New South Wales, 209 Kilometer nördlich von Sydney und rund 2 Kilometer nordöstlich von Scone.
Der kleine Park schützt das Gelände um den Scone Mountain, der in seinem westlichen Teil liegt.